# Comuna Prîdniprovske, Ciornobai
Prîdniprovske (în ucraineană Придніпровське) este o comună în raionul Ciornobai, regiunea Cerkasî, Ucraina, formată din satele Kovrai și Prîdniprovske (reședința).

## Demografie
Componența lingvistică a comunei Prîdniprovske
     Ucraineană (96,91%)
     Rusă (1,58%)
     Alte limbi (0,23%)
Conform recensământului din 2001, majoritatea populației comunei Prîdniprovske era vorbitoare de ucraineană (96,91%), existând în minoritate și vorbitori de rusă (1,58%) și armeană (1,28%).